# José María Crespo Rodríguez
José María Crespo Rodríguez (San José, 15 de septiembre de 1940 - 30 de agosto de 1996) fue un poeta de Costa Rica.

## Biografía
Sus padres, José Crespo y María Rodríguez, ambos maestros de profesión, se preocuparon de que se interesara desde joven por la literatura. A la edad de 15 años, José María escribió su primer poema, titulado Mis Padres. Concluyó sus estudios en la Universidad de Costa Rica, donde consiguió su bachillerato en literatura.
Estuvo algunos años sin poder escribir debido a encontrarse trabajando. José María se tuvo que mudar nuevamente con sus padres por problemas económicos. Vivió dos años con ellos, desde los 25 años. Durante ese tiempo, escribió la mayor parte de sus obras. Luego se dedicó a dar clases de literatura en una universidad cerca de su localidad natal.

## Obras
- La envidia
- El amor
- Mis Padres
- Cuento de un Costarricense
- Tragedia en el mar

- Datos: Q5942814